# 2Pac Live
2Pac Live es un álbum en directo del rapero 2Pac, lanzado el 6 de agosto de 2004

## Lista de canciones
1. "Live Medley: California Love/So Many Tears"
2. "Intro"
3. "Ambitionz Az a Ridah"
4. "So Many Tears"
5. "Troublesome"
6. "Hit 'Em Up"
7. "Tattoo Tears"
8. "Heartz Of Men"
9. "All Bout U"
10. "Never Call U Bitch Again"
11. "How Do U Want It"
12. "2 Of Amerikaz Most Wanted"
13. "California Love"

## Posiciones en lista
| Lista (2004)                     | Posición máxima |
| -------------------------------- | --------------- |
| Lista de álbumes de Alemania     | 86              |
| Lista de álbumes de Francia      | 84              |
| Lista de álbumes del Reino Unido | 67              |
| Billboard 200                    | 54              |
| Billboard Top R&B/Hip Hop Albums | 16              |